# 松平定晴
松平 定晴（まつだいら さだはる、明治18年（1885年）1月11日 - 昭和28年（1953年）2月7日）は、明治時代の華族。定綱系久松松平家15代。正四位。

## 生涯
明治18年（1885年）1月11日、元伊勢国桑名藩主・松平定敬とその側室である別所儀兵衛の娘の息子松平和雄として誕生した。1899年、松平定教の婿養子となり、同年、家督を継承し、定晴に改名する。

## 家族
父母
- 松平定敬（実父） - 桑名藩主。京都所司代。
- 松平定教（養父） - 実父定敬の養父定猷の庶長子。父の継室・初子の庶兄。

妻
- 松平栄子 - 養父松平定教の娘

子女
- 定光
- 誠子（公爵 毛利元道の妻）
- 順子（大村徳敏の長男大村泰敏の妻、その後、ウォルター・フィニーの妻[3]）
- 実年子（杉孫七郎の息子杉七郎の妻）
- 定康